# Arquitectura orientada a servicios
La arquitectura orientada a servicios (SOA, siglas del inglés Service Oriented Architecture) es un estilo de arquitectura de TI que se apoya en la orientación a servicios. La orientación a servicios es una forma de pensar en servicios, su construcción y sus resultados. Un servicio es una representación lógica de una actividad de negocio que tiene un resultado de negocio específico (ejemplo: comprobar el crédito de un cliente, obtener datos de clima, consolidar reportes de perforación)
El estilo de arquitectura SOA se caracteriza por:
- Estar basado en el diseño de servicios que reflejan las actividades del negocio en el mundo real. Estas actividades forman parte de los procesos de negocio de la compañía.
- Representar los servicios utilizando descripciones de negocio para asignarles un contexto de negocio.
- Tener requerimientos de infraestructura específicos y únicos para este tipo de arquitectura. En general se recomienda el uso de estándares abiertos para la interoperabilidad y transparencia en la ubicación de servicios.
- Estar implementada de acuerdo con las condiciones específicas de la arquitectura de TI en cada compañía.
- Requerir un gobierno fuerte sobre las representación e implementación de servicios.
- Requerir un conjunto de pruebas que determinen que es un buen servicio.

El desarrollo e implementación de una arquitectura SOA se rige por los principios descritos en el manifiesto SOA Archivado el 13 de agosto de 2017 en Wayback Machine.. Por otra parte la aplicación de la orientación a servicios se divide en 2 grandes etapas: 
1. Análisis orientado a servicios (Modelado de servicios)
2. Diseño orientado a servicios, El diseño orientado a servicios cuenta con 8 principios de diseño que se aplican sobre cada uno de los servicios modelados, esto principios de diseño son: 
  - Contrato de servicio estandarizado: Los contratos de servicio cumplen con los mismos estándares de diseño.
  - Bajo acoplamiento: Los servicios evitan acoplarse a la tecnología que los implementa y a su vez reducen el acoplamiento impuesto a los consumidores.
  - Abstracción: Los contratos presentan la información mínima requerida y la información de los servicios se limita a los expuesto en el contrato.
  - Reusabilidad: Los servicios expresan y contienen lógica de negocio independiente del consumidor y su entorno, por lo tanto se convierten en activos de la empresa.
  - Autonomía: Los servicios deben tener un gran control de los recursos tecnológicos sobre los cuales están implementados.
  - Sin estado: Los servicios reducen el consumo de recursos al delegar el manejo de estados (sesiones) cuando se requiera.
  - Garantizar su descubrimiento: Lo servicios cuentan con metadata que permite descubrirlos e interpretar el servicio en términos de negocio.
  - Preparado para ser usado en composiciones: Los servicios pueden hacer parte de una composición sin importar el tamaño y complejidad de la misma.

## Origen
Los modelos de desarrollo han ido evolucionando con el paso de los años. En los años 80 aparecieron los modelos orientados a objetos, en los 90 aparecieron los modelos basados en componentes y en la actualidad han aparecido los modelos orientados a servicios.
Aunque la arquitectura orientada a servicios no es un concepto nuevo (si bien fue descrita por primera vez por Gartner hasta en 1996), sí se ha visto incrementada su presencia en la actualidad, en gran medida debido al aumento de uso de servicios web. Con la llegada de éstos, la arquitectura SOA ha hecho que el desarrollo de software orientado a servicios sea factible. Aunque los servicios web usan con frecuencia SOA, SOA es neutral e independiente de la tecnología utilizada y por tanto no depende de los servicios web, aunque estos la popularizan.

## Terminología
| Término      | Definición / Comentario |
| ------------ | --- |
| Servicio     | Una función sin estado, auto-contenida, que acepta una(s) llamada(s) y devuelve una(s) respuesta(s) mediante una interfaz bien definida. Los servicios pueden también ejecutar unidades discretas de trabajo como serían editar y procesar una transacción. Los servicios no dependen del estado de otras funciones o procesos. La tecnología concreta utilizada para prestar el servicio no es parte de esta definición. Existen servicios asíncronos en los que una solicitud a un servicio crea, por ejemplo, un archivo, y en una segunda solicitud se obtiene ese archivo. |
| Orquestación | Secuenciar los servicios y proveer la lógica adicional para procesar datos. No incluye la presentación de los datos. Coordinación. |
| Sin estado   | No mantiene ni depende de condición pre-existente alguna. En una SOA los servicios no son dependientes de la condición de ningún otro servicio. Reciben en la llamada toda la información que necesitan para dar una respuesta. Debido a que los servicios son "sin estado", pueden ser secuenciados (orquestados) en numerosas secuencias (algunas veces llamadas tuberías o pipelines) para realizar la lógica del negocio. |
| Proveedor    | La función que brinda un servicio en respuesta a una llamada o petición desde un consumidor. |
| Consumidor   | La función que consume el resultado del servicio provisto por un proveedor |

## Principios
No hay estándares en relación a la composición exacta de una arquitectura orientada a servicios, aunque muchas fuentes de la industria han publicado sus propios principios.
Algunos de los principios publicados son los siguientes:
- Contrato de servicios estandarizados: los servicios adhieren a un acuerdo de comunicación, según se define en conjunto con uno o más documentos de descripción de servicios.
- Acoplamiento débil de sistemas: los servicios mantienen una relación que minimiza las dependencias y sólo requiere que mantengan un conocimiento de uno al otro.
- Abstracción de servicios: más allá de las descripciones del contrato de servicios, los servicios ocultan la lógica a los demás.
- Reutilización de servicios: la lógica se divide en servicios con la intención de promover la reutilización.
- Autonomía de servicios: los servicios tienen control sobre la lógica que encapsulan, desde una perspectiva de diseño y ejecución.
- Servicios sin-estado: los servicios minimizan el consumo de recursos aplazando la gestión de la información de estado cuando sea necesario.
- Descubrimiento de servicios: los servicios se complementan con los metadatos mediante los cuales se pueden descubrir e interpretar la eficacia.
- Composición de servicios: servicios están compuestos por partes eficazmente, independientemente del tamaño y la complejidad de la composición.
- Granularidad de servicios: una consideración de diseño para proporcionar un ámbito óptimo y un correcto nivel granular de la funcionalidad del negocio en una operación de servicio.
- La normalización de servicios: los servicios se descomponen a un nivel de forma normal para minimizar la redundancia. En algunos casos, los servicios se desnormalizan para fines específicos, como la optimización del rendimiento, el acceso y agregación.
- Optimización de servicios: los servicios de alta calidad son preferibles a los de baja calidad.
- Relevancia de servicios: la funcionalidad se presenta en un nivel de granularidad reconocido por el usuario como un servicio significativo.
- Encapsulación de servicios: muchos servicios están consolidados para el uso de SOA. A menudo, estos servicios no fueron planificados para estar en un SOA.
- Transparencia de ubicación de servicios: se refiere a la capacidad de un consumidor de servicios para invocar a un servicio independientemente de su ubicación en la red. Esto también reconoce la propiedad de descubrimiento (uno de los principios fundamentales de SOA) y el derecho de un consumidor para acceder al servicio. A menudo, la idea de la virtualización de servicios también se refiere a la transparencia de ubicación. Aquí es donde el consumidor simplemente llama a un servicio lógico, mientras que un SOA habilita la ejecución del componente de la infraestructura, normalmente un bus de servicios, que mapea este servicio lógico y llama al servicio físico.

## SOA y los Servicios Web
Hay que tener cuidado cuando se manejan estos términos y no confundirlos. Web Services (WS) engloba varias tecnologías, incluyendo XML, SOAP, WSDL, UDDI…los cuales permiten construir soluciones de programación para mensajes específicos y para problemas de integración de aplicaciones.
En cambio SOA es una arquitectura de aplicación en la cual todas las funciones están definidas como servicios independientes con interfaces invocables que pueden ser llamados en secuencias bien definidas para formar los procesos de negocio.
En SOA la clave está en la interfaz, puesto que define los parámetros requeridos y la naturaleza del resultado. Esto significa que define la naturaleza del servicio y no la tecnología utilizada. Esta función permite realizar dos de los puntos críticos: los servicios son realmente independientes y pueden ser manejados.
WS es el estándar apoyado por la industria (Microsoft, IBM, BEA, Oracle, Sun y otros),  por empresas de distintos rubros, no tecnológicas (Ford, United Airlines, KPMG, Daimler-Chrysler), agrupadas en un comité conocido como Web Services Interoperability (WS-I). Este organismo tiene por principal objetivo asegurar que los grupos de trabajo que definen las especificaciones sobre WS utilizan estándares adecuados, a la vez que monitoriza el avance de sus trabajos; no define ni desarrolla estándares.

## SOA y Web 2.0
SOA, acrónimo de Service-Oriented Architectures (Arquitecturas orientadas a Servicios), es una arquitectura que permite que las nuevas aplicaciones no sean desarrolladas de cero sino una integración de un conjunto de servicios publicados. Web 2.0 es un avance de la web tradicional que permite una gran colaboración entre usuarios de Internet y otros usuarios.
Aunque estas se basan en la arquitectura de tecnologías Web y en la Arquitectura orientada a servicios presentan diferencias.
Entre estas, podemos mencionar que cuando se habla de SOA se hace referencia acerca de conexiones de aplicación y bases de datos pero no de conectar personas. Por el contrario, Web 2.0 se centra en la posibilidad que las personas interactúen colaborando entre ellas. Es decir, esta asociada a la conexión de aplicaciones y datos pero con una visión más social. Originalmente la información se ubicaba en un sitio Web y los usuarios simplemente veían o descargaban el contenido(llamada Web Tradicional o Web1.0). En forma creciente, los usuarios tienen más que decir sobre la naturaleza y el alcance del contenido en la Web y en algunos casos control en tiempo real sobre este contenido. Por ejemplo, las enciclopedias dinámicas como Wikipedia.

## SOA y los microservicios
Los microservicios son una interpretación moderna de la arquitectura orientada a servicios usada para construir sistemas distribuidos. Los servicios en una arquitectura de microservicios son procesos que se comunican con otros a través de una red para conseguir el objetivo final. Estos servicios pueden usar protocolos simples (típicamente HTTP con REST o mensajería liviana como RabbitMQ o ZeroMQ).

## Capas de software
SOA define las siguientes capas de software:
- Aplicaciones básicas: sistemas desarrollados bajo cualquier arquitectura o tecnología, geográficamente dispersos y bajo cualquier figura de propiedad;
- De exposición de funcionalidades: donde las funcionalidades de la capa aplicativa son expuestas en forma de servicios (generalmente como servicios web);
- De integración de servicios: facilitan el intercambio de datos entre elementos de la capa aplicativa orientada a procesos empresariales internos o en colaboración;
- De composición de procesos: que define el proceso en términos del negocio y sus necesidades, y que varía en función del negocio;
- De entrega: donde los servicios son desplegados a los usuarios finales.

## Diseño y desarrollo de SOA
La metodología de modelado y diseño para aplicaciones SOA se conoce como análisis y diseño orientado a servicios. La arquitectura orientada a servicios es tanto un marco de trabajo para el desarrollo de software como un marco de trabajo de implementación. Para que un proyecto SOA tenga éxito los desarrolladores de software deben orientarse ellos mismos a esta mentalidad de crear servicios comunes que son orquestados por clientes o middleware para implementar los procesos de negocio. El desarrollo de sistemas usando SOA requiere un compromiso con este modelo en términos de planificación, herramientas e infraestructura.

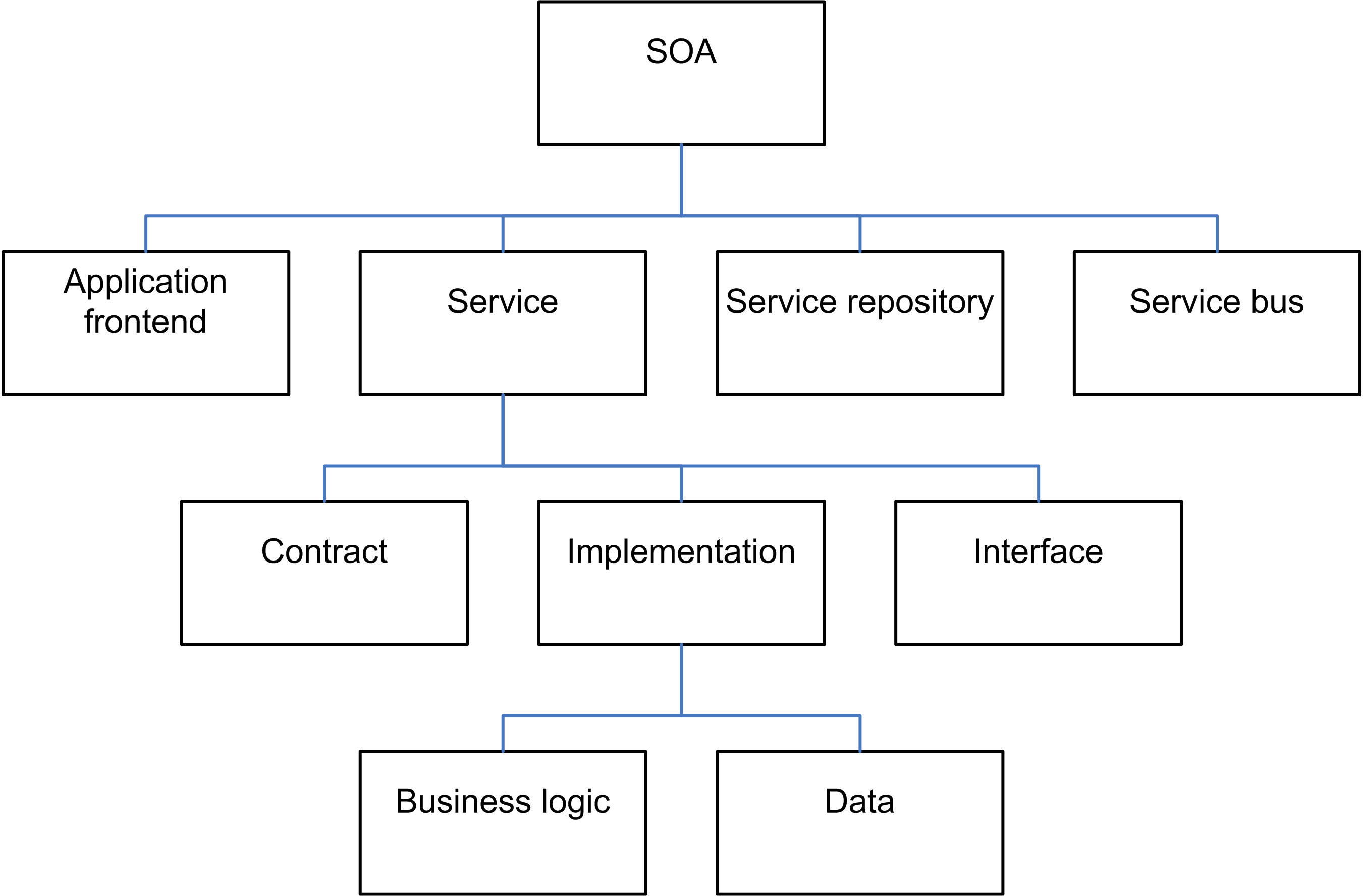
Elementos de una arquitectura SOA, por Dirk Krafzig, Karl Banke, y Dirk Slama.

Cuando la mayoría de la gente habla de una arquitectura orientada a servicios están hablando de un juego de servicios residentes en Internet o en una intranet, usando servicios web. Existen diversos estándares relacionados con los servicios web; incluyendo los siguientes:
- XML
- HTTP
- SOAP
- REST
- WSDL
- UDDI

Hay que considerar, sin embargo, que un sistema SOA no necesariamente utiliza estos estándares para ser "Orientado a Servicios" pero es altamente recomendable su uso.
En un ambiente SOA, los nodos de la red hacen disponibles sus recursos a otros participantes en la red como servicios independientes a los que tienen acceso de un modo estandarizado. La mayoría de las definiciones de SOA identifican la utilización de servicios web (empleando SOAP y WSDL) en su implementación, no obstante se puede implementar SOA utilizando cualquier tecnología basada en servicios.

### Lenguajes de alto nivel
Los lenguajes de alto nivel como BPEL o WS-Coordination llevan el concepto de servicio un paso adelante al proporcionar métodos de definición y soporte para flujos de trabajo y procesos de negocio.

## Beneficios
El gran beneficio de SOA es la agilidad que proporciona a las organizaciones que la usan. Las características propias de SOA permiten a las organizaciones la capacidad de controlar un problema de forma general, permitiendo una respuesta más rápida y eficaz y por tanto adaptarse de la mejor forma a los cambios.
Otra de sus ventajas es la independencia de las plataformas e infraestructuras tecnológicas, lo que le permite integrarse con sistemas y aplicaciones diferentes  de forma sencilla. Gracias a esta independencia SOA es su arquitectura flexible que permite la reutilización de las tecnologías existentes. Así que, una empresa no necesita realizar un cambio integral para adoptar SOA.
Los beneficios que puede obtener una organización que adopte SOA son:
- Mejora en los tiempos de realización de cambios en procesos
- Facilidad para evolucionar a modelos de negocios basados en tercerización
- Facilidad para abordar modelos de negocios basados en colaboración con otros entes (socios, proveedores): facilita la integración de sistemas y aplicaciones diferentes, lo cual mejora la comunicación y la capacidad de respuesta con sistemas externos
- Poder para reemplazar elementos de la capa aplicativa SOA sin disrupción en el proceso de negocio
- Facilidad para la integración de tecnologías disímiles
- Mejora en la toma de decisiones: la organización dispone de mayor información y más actualizada, lo que le permite una respuesta rápida y eficaz cuando surgen problemas o cambios
- Aplicaciones flexibles: la orientación a servicios permite desarrollar aplicaciones con independencia de las plataformas y lenguajes de programación que realizan los procesos
- Aplicaciones reutilizables y adaptables: permite que las aplicaciones existentes para ser reutilizadas y adaptadas a nuevos entornos con facilidad. Así conseguimos optimizar los recursos empleados en su desarrollo
- Reducción de costes: el coste de ampliar o crear nuevos servicios se reduce considerablemente tanto en aplicaciones nuevas como ya existentes
- Riesgo de migración: al adaptar SOA a partir de una tecnología existente se siguen utilizando los componentes existentes, por lo que se reduce el riesgo de introducir fallos

## Diferencias con otras arquitecturas
Al contrario de las arquitecturas orientado a objetos, las SOA están formadas por servicios de aplicación débilmente acoplados y altamente interoperables. Para comunicarse entre sí, estos servicios se basan en una definición formal independiente de la plataforma subyacente y del lenguaje de programación (p.ej., WSDL). La definición de la interfaz encapsula (oculta) las particularidades de una implementación, lo que la hace independiente del fabricante, del lenguaje de programación o de la tecnología de desarrollo (como Plataforma Java o Microsoft .NET). Con esta arquitectura, se pretende que los componentes de software desarrollados sean muy reutilizables, ya que la interfaz se define siguiendo un estándar; así, un servicio C# podría ser usado por una aplicación Java. En este sentido, ciertos autores definen SOA como una Súper-Abstracción.[cita requerida].

## Mitos y realidades
Hay varios mitos asociados a SOA que son importantes entender antes de profundizar en el tema. La siguiente tabla describe algunos de los principales mitos que rodean a SOA y los hechos que ayudan a desacreditarlos.
| Mito                                                                       | Realidad |
| -------------------------------------------------------------------------- | --- |
| SOA es una tecnología                                                      | SOA es una filosofía de diseño independiente de cualquier proveedor, producto, tecnología o industria. Las necesidades de SOA varían de una compañía a otra, por tanto la adquisición de una arquitectura SOA de otra compañía no será la solución apropiada para su propia compañía |
| Las SOA requieren de servicios web                                         | SOA se puede realizar a través de servicios web pero los servicios web no son un requisito necesario para implementar SOA |
| SOA es nuevo y revolucionario                                              | EDI, CORBA y DCOM son ejemplos conceptuales de orientación de servicios |
| SOA garantiza la alineación de TI y el negocio                             | SOA no es una metodología |
| Una arquitectura de referencia SOA reduce riesgo de implementación         | No hay dos SOA iguales. Una arquitectura de referencia SOA puede no ofrecer la mejor solución para su organización |
| SOA requiere una revisión completa de la tecnología y procesos de negocios | SOA debe ser gradual y construirse sobre sus inversiones actuales |
| Necesitamos construir una SOA                                              | SOA es un medio, no un fin |

Centrarse en la entrega de una solución, no en crear una arquitectura SOA. SOA es un medio para la entrega de su solución y no debe ser su objetivo final.